# Chrissy Costanza
Christina Nicola Costanza (New Jersey, 23 agosto 1995) è una cantautrice statunitense.
È meglio conosciuta come la cantante principale e la principale autrice del gruppo musicale pop rock Against the Current. È di origini italiane.

## Biografia
Costanza è stata presentata a Dan Gow e Will Ferri tramite un amico comune nel 2011, unendosi alla loro band, Against the Current. Gli Against The Current hanno pubblicato il loro primo singolo Thinking nel 2012 e Costanza ha creato un canale YouTube. Gli Against the Current pubblicarono il loro EP di debutto, Infinity, nel 2014. Il febbraio 2015, gli Against The Current hanno pubblicato il loro secondo EP, Gravity. L'EP presentava sei canzoni ed includeva un ospite, Taka degli ONE OK ROCK, nella canzone Dreaming Alone.
Gli Against The Current hanno pubblicato il loro album di debutto In Our Bones il 20 maggio 2016. Costanza ha registrato la canzone Legends Never Die per League of Legends, come collegamento per il campionato mondiale di League of Legends 2017. Gli Against the Current hanno pubblicato il loro secondo album in studio, Past Lives nel 2018. Costanza ha collaborato con Cailin Russo alla canzone Phoenix per il League of Legends World Championship 2019 e ha eseguito le canzoni Each Goal e Hero too nella serie anime My Hero Academia. Da luglio 2020 a maggio 2021, Costanza è stata conduttrice dello spettacolo Guest House sul canale multimediale in streaming VENN. Il 2020 e 2021, Costanza pubblicato due nuovi singoli, that won't save us e weapon. Il 24 luglio 2021, è stato pubblicato l'EP fever, prima parte di un progetto che includerà un secondo EP.